# Geschichte der Geheimbünde
Die Geschichte der Geheimbünde reicht von der Antike bis in die Neuzeit. Die folgende Darstellung folgt der jeweiligen zeitgenössischen Definition einer geheimen Verbindung.

## Antike
Die Geschichte der geheimen Verbindungen kann bis in die Antike zurückverfolgt werden, als im Alten Ägypten die zahlreichen Priesterorden esoterische Lehren und Gebräuche vor dem Volk durch geheime Zeichen, Hieroglyphen, mehr verbargen als verbreiteten, als im antiken Griechenland die Mysterien aufkamen und im Römischen Reich die Pythagoreer. Auch die jüdische Sekte der Essener galt oder gilt bis heute als Geheimbund und wurde von den römischen Behörden bekämpft.

## Mittelalter
Das Mittelalter wies dann zahlreiche, mit der Kirche in Widerspruch stehende religiöse Verbrüderungen auf, die Tempelherren, die Katharer, Waldenser und andere. Auch die Bauhütten gehören zu den Geheimbünden des Mittelalters.

## Neuzeit (17. und 18. Jahrhundert)
Der von Adam Weishaupt in Ingolstadt gegründete Illuminatenorden strebte politische Veränderungen im Sinne der Aufklärung an. Rasch gewann er viele Anhänger. Nach seinem Verbot 1784/85 stellte er seine Tätigkeit ein.

## Neuzeit bis 1830
Erst als Napoleon I. mit der Anarchie zugleich die Freiheit zu ersticken drohte, entstanden immer häufiger geheime politische Verbindungen, wie die der Philadelphen, die sich ungeachtet aller Gegenmaßnahmen bis zum Sturz des Kaisers hielten. Ebenso die Charbonniers im östlichen Frankreich, deren Propaganda in Italien die Carbonari ins Leben rief. In Deutschland hatte sich unter der napoleonischen Herrschaft die Idee des nationalen Widerstands zunächst 1808 in den Tugendbund geflüchtet, dessen Satzungen übrigens der Staatsregierung bekannt waren, und der bereits am 31. Dezember 1809 wieder aufgelöst wurde. Er gab anschließend noch mehrere Jahre den Namen her für alle antifranzösische Agitation in Deutschland.
Wirkliche Geheimbünde deutscher Patrioten waren der Friedrich Ludwig Jahn und Karl Friedrich Friesen 1810 gegründete Deutsche Bund, der Eiserne Bund, der Bund der Charlottenburger und andere. Wie in Deutschland und Italien bildeten sich auch anderwärts Geheimbünde mit durchaus nationaler Tendenz, insbesondere als mit dem Sieg über den verhassten Napoleon das Legitimitätsprinzip zu neuer Geltung kam. Einen entschieden nationalen Charakter hatte die 1795 gestiftete und 1814 erneuerte Hetärie der Griechen zur Befreiung von der türkischen Herrschaft und die seit 1817 in Polen gestifteten Geheimbünde unter den Namen des Patriotischen Vereins, den Bundes der Sensenträger, der Strahlende, der Philareten und der Templer. Die teilweise Entdeckung der Templer führte zu ihrem Zusammengehen mit dem Patriotischen Verein. Der missglückte Ausbruch der Verschwörung der Dekabristen in St. Petersburg nach dem Tod Alexanders I. hatte dann auch die Auflösung des polnischen Patriotischen Vereins zur Folge, an dessen Stelle 1828 eine geheime Verbindung zunächst der Warschauer Militärschule entstand, die, zu einem Jünglingsbunde erweitert, den Anstoß zur polnischen Erhebung 1830 gab. Auch nach der Unterdrückung dieses Aufstands dauerten die zum Teil von der Emigration in Frankreich geleiteten Versuche zur Gründung revolutionärer Gesellschaften fort und führten zu den Aufständen von Krakau, Posen und zum Januaraufstand.
Im Westen und Süden Europas war das Ziel der Geheimbünde seit der Restauration von 1815 und der damit verbundenen Reaktion neben den erwähnten nationalen Einigungsabsichten auch auf die Einführung wirklich verfassungsmäßiger Zustände gerichtet. So hatten in Italien die Carbonari – weniger die Camorra und die Mafia – in Spanien die Freimaurer und Comuneros eine liberale, zum Teil demokratische Färbung. In Frankreich bildeten sich solche Verbindungen zunächst im Interesse der napoleonischen Dynastie unter verschiedenen Namen, wie Verein der schwarzen Nadel, der Patrioten von 1816, der Geier Bonapartes, der Sonnenritter, der europäisch-reformistischen Patrioten und der Allgemeinen Regeneration. Diese verschmolzen mit den Carbonari, so dass Paris Hauptsitz der Charbonnerie wurde. Bald nach dem Frieden entstand auch in Deutschland, vor allem am Rhein entlang, eine vom früheren Tugendbund manches entlehnende geheime Verbindung, die aber bald wieder einging. Später bildete sich aus der allgemeinen deutschen Burschenschaft ein Jugendbund (Unbedingte), zum Teil als Opposition gegen die so genannte Adelskette und gegen jesuitische Umtriebe.

## Neuzeit 1830
Eine neue Phase in der Geschichte der Geheimbünde beginnt mit der französischen Julirevolution 1830. In Frankreich gingen aus der karlistischen Partei Gesellschaften hervor, wie die der Chevaliers de la legimité. Die republikanische Partei erzeugte eine neue Charbonnerie démocratique, und als Bestandteil der zahlreichen Gesellschaften der Menschenrechte bildete sich eine besondere Section d’action. Nachdem anschließend in Italien erneute revolutionäre Versuche gescheitert waren, stifteten mehrere Emigranten, u. a. Mazzini, in Opposition mit der französischen Charbonnerie, das Junge Italien. Nach dessen Vorbild entstand ein Junges Deutschland, Junges Polen, Junges Frankreich und eine Junge Schweiz, die alle als Junges Europa in gegenseitigen Austausch zu treten suchten.
Nach dem Tod Ferdinands VII. 1833 bildeten sich in Spanien aus den Überresten früherer Vereine, aus der Carbonaria und dem Jungen Europa eine Menge geheimer Gesellschaften, wie der der Isabellinos, der Hohen Templer, der Menschenrechte , der unregelmäßigen Freimaurer und das in Barcelona gegründete Junge Spanien. Diese Vereine bezweckten entweder nur eine Abwehr des karlistischen Despotismus und der Priesterherrschaft oder sie gingen auf die Wiederherstellung der Konstitution von 1812 oder der Republik aus. Ihnen gegenüber traten mehrere karlistische Vereine auf, wie die Sonnenritter, während der gemäßigte Liberalismus der Gesellschaft der Jovellanisten zuneigte. In ähnlicher Weise tauchten in Portugal Verbindungen der Septembristen, Charlisten und Miquelisten auf, die zeitweise verschwanden und unter neuen Namen und Formen wieder auftauchten.
In Deutschland nahm ein Teil der Burschenschaft schon vor dem Frankfurter Attentat als Germania die Gestalt einer geheimen Verbindung an. Nicht lange nach jenem Attentat bildete sich in Frankfurt am Main und Umgebung ein Männerbund mit demokratischer Tendenz.
In England traten die schon lange gegründeten torystischen Orangelogen immer entschiedener hervor. Ebenso waren in Irland seit dem 18. Jahrhundert geheime politische Organisationen unter abenteuerlichen Namen aktiv:
- seit 1760 die Whiteboys
- die Rightboys
- die Shanvests
- seit 1722 die Hearts of Steel
- die Corders
- die Caravak
- die Oak Boys and Treffers
- seit 1781 die United Irishmen
- 1817 die Bandmänner.

Diese Gruppen hatten eine agrarische Neuorganisation und politische Unabhängigkeit Irlands zum Zweck. Neben den öffentlichen Vereinen (Gewerkschaften) der Arbeiter in Großbritannien und Irland und dem Chartismus bildeten sich auch Geheimbünde, die aber mehr auf Erlangung höherer Lohnsätze als auf politische Ziele ausgingen. Überhaupt konnten in der britischen Gesellschaft politische Geheimbünde schon deshalb weniger tiefe Wurzeln schlagen, weil das Vereins- und Versammlungsrecht bereits gesetzlich anerkannt war.
Frankreich blieb im Weiteren der Hauptherd der Geheimen Gesellschaften. Nachdem dort die Republikanische Partei im Aufstand von 1834 eine schwere Niederlage erlitten hatte, entstanden die zahlreichen Vereine, die eine Verwirklichung des Sozialismus oder des Kommunismus zum Ziel hatten. Auch in einigen deutschen Staaten entdeckte man seit 1840 einige geheime, meist von Handwerkern gestiftete Vereine, die ähnliche Tendenzen aufzuweisen schienen. Diese Bestrebungen waren teilweise über die Schweiz hereingetragen worden, wo man 1843 nach einer umfangreichen Untersuchung in Zürich kommunistische Verbände aufdecken konnte.

## Neuzeit (seit 1848)
Die politischen Bewegungen von 1848 und 1849, die sich in allen davon betroffenen Ländern in voller Öffentlichkeit entwickelten, beendeten insofern das geheime Vereinswesen, als jede Partei ihre Pläne laut vertreten durfte. Erst mit der Wiederherstellung der alten Herrschaftsverhältnisse und des früheren politischen Druckes wurden auch wieder Geheimgesellschaften tätig, so in Italien die Verschworenen gegen die päpstliche und österreichische Herrschaft und in Frankreich die Marianne. In Italien, Deutschland und Österreich war infolge der freisinnigeren politischen nationalen Umgestaltungen 1859, 1866 und 1871 und vor allem durch die Entwicklung der Vereinsfreiheit, den Geheimen Verbindungen der Boden wesentlich entzogen worden.

## USA
Jenseits des Atlantischen Ozeans hatte die südstaatliche Aristokratie in den Vereinigten Staaten zur Erhaltung und Ausbreitung des Übergewichts der Sklavenbesitzer die Ritter vom Goldenen Zirkel gegründet. Nach der Beendigung des Amerikanischen Bürgerkriegs versuchte die Sklavenhalter-Partei im Ku-Klux-Klan noch einmal, Einfluss zu gewinnen. Auch die bekannte Tammany Society war zunächst eine geheime Verbindung. Als Glied in der Kette sind die irisch-amerikanischen Fenier zu nennen, deren extremster Flügel, die so genannten Unbesieglichen, eine terroristische Vereinigung darstellte.
Die Highbinder waren ein chinesischer Geheimbund in den USA.

## Internationale
In Deutschland zog sich die Sozialdemokratie, als ihr durch das Sozialistengesetz die offene politische Stellungnahme erschwert worden war, in das Dunkel einer im Verborgenen operierenden Verbindung zurück, die mit der alle diese Geheimbünde zusammenfassenden Internationale Arbeiterassoziation besondere Verbindungen pflegte.

## Russland im 19. Jahrhundert
Das größte Aufsehen – vergleichbar der RAF und der Al-Qaida heutigen Tags – erregten im 19. Jahrhundert die Entstehung und die Tätigkeit der Nihilisten in Russland. Sie hatten den Umsturz des Absolutismus, die Schaffung parlamentarischer Einrichtungen und die Auflösung der bisherigen sozialen Verhältnisse zum Ziel. Dem Nihilismus entsprang der Bund der Terroristen, von denen seit 1878 die Morde an zahlreichen hochgestellten Beamten und schließlich am Zaren Alexander II. ausgingen (13. März 1881).
Der Russe Bakunin war es auch, dessen Agitation 1872 zur Abtrennung der kollektivistischen Juraföderation von der Internationale führte, aus der sich hauptsächlich durch die Bemühungen des nihilistisch gesinnten Fürsten Kropotkin 1880 der Anarchismus entwickelte.